# Mirow
Mirow (phát âm tiếng Đức: [ˈmiːʁov]) là một thành phố ở huyện Mecklenburgische Seenplatte (trước thuộc huyện Mecklenburg-Strelitz) phía nam Mecklenburg-Western Pomerania, Đức.
Mirow nằm ở bờ nam hồ Mirow, nối với Müritz và Havel bằng một hệ thống các hồ, sông và kênh đào. Các thị trấn Diemitz, Fleeth, Granzow, Peetsch, và Starsow đã được hợp nhất vào thành phố năm 2004.